# همایون شهنواز
همایون شهنواز (تولد ۲۶ بهمن ۱۳۱۵ شمیرانات – درگذشته ۱۶ اسفند ۱۳۹۶ تهران) کارگردان و نویسنده ایرانی بود.
وی بیشتر به خاطر کارگردانی و نویسندگی سریال دلیران تنگستان شناخته می‌شود. او مدتها خارج از ایران زندگی می‌کرد و در پی بازگشت به کشور منزل وی دچار آتش‌سوزی شد. در این حادثه او دچار سوختگی بیش از ۸۰ درصد شد و درگذشت.
در کارنامه هنری او همچنین سریال روزهای بیاد ماندنی، فیلم سینمایی شاه خاموش (۱۳۸۲) و همچنین نویسندگی فیلم شب واقعه (۱۳۸۷) نیز دیده می‌شود.

## سوختگی و درگذشت
روز شنبه ۵ اسفند ۱۳۹۶، در منزل همایون شهنواز واقع در خیابان ولی‌عصر، چهار راه پارک وی، در اثر نشت گاز انفجاری رخ داد. شدت انفجار به حدی بود که پنجره طبقه چهارم به خیابان پرت شد. شهنواز در خانه تنها بود، بنابراین کمک به وی تا رسیدن نیروهای آتش‌نشانی به تأخیر افتاد. برای درمان، او به بیمارستان سوانح و سوختگی شهید مطهری منتقل شد. اما سرانجام بر اثر شدت جراحات سوختگی و ایست قلبی در صبح چهارشنبه ۱۶ اسفند ۱۳۹۶ در سن ۸۱ سالگی درگذشت.
همایون شهنواز در ۲۰ اسفند ۱۳۹۶ در خانه رئیسعلی دلواری در شهر دلوار به خاک سپرده شد.